# The story
«The Story» es el nombre de una canción incluida en el disco A Beautiful Lie de la banda 30 Seconds to Mars.

## Historia
En abril de 2008, NewHit Archivado el 25 de marzo de 2012 en Wayback Machine. anuncia a "The Story" como el nuevo sencillo de 30 Seconds to Mars en Argentina, sólo para radios.
El 27 de abril de 2008, la canción entra al Top 10 de Los 40 Principales Argentina, en el puesto número 10. y logró llegar al puesto número 3

## Posicionamiento
| Año  | Listas                       | Posición |
| ---- | ---------------------------- | -------- |
| 2008 | Argentina Top 100            | #06      |
| 2008 | Los 40 Principales Argentina | #03      |